# Мужская сборная Казахстана по водному поло
Мужская сборная Казахстана по водному поло — национальная команда, представляющая Казахстан на международных турнирах по водному поло. Шестикратные чемпионы Азиатских игр, обладатели Кубка Азии (2012), девятикратные участники чемпионата Мира, трижды участник Мировой лиги и четырежды участники Олимпийских игр.

## Результаты выступлений

### Олимпийские игры
- 1996 — не участвовала
- 2000 — 9 место
- 2004 — 11 место
- 2008 — не участвовала
- 2012 — 11 место
- 2016 — не участвовала
- 2020 — 11 место
- 2024 — не участвовала

### Азиатские игры
- 1994 — 1 место
- 1998 — 1 место
- 2002 — 1 место
- 2006 — 3 место
- 2010 — 1 место
- 2014 — 1 место
- 2018 — 1 место
- 2022 — 3 место

### Чемпионат мира
- 1994 — 12 место
- 1998 — 11 место
- 2001 — 12 место
- 2003 — не участвовала
- 2005 — не участвовала
- 2007 — не участвовала
- 2009 — 16 место
- 2011 — 13 место
- 2013 — 12 место
- 2015 — 11 место
- 2017 — 11 место
- 2019 — 14 место
- 2022 — 14 место
- 2023 — 14 место
- 2024 — 16 место

### Чемпионат Азии
- 1995 — 1 место
- 2001 — 1 место
- 2003 — 1 место
- 2009 — 2 место
- 2012 — 1 место
- 2015 — 3 место
- 2016 — 2 место
- 2022 — 3 место
- 2023 — 3 место

## Состав
Главный тренер —  Темрханов Дамир

## Тренеры
- Аскар Оразалинов: 2000—2008
- Сергей Дроздов: 2008—2016
- Александр Шведов: 2016—2018
- Деян Станоевич: 2018—2021
- Кнежевич Неманья: 2021—2022
- Темрханов Дамир: 2022—2022
- Небойша Обрадович: 2022—2023
- Рустам Укуманов: 2023—н. в.